# SC Hauenstein
Der SC Hauenstein ist ein reiner Fußballverein mit rund 410 Mitgliedern aus Hauenstein (Pfalz). Die Farben des Vereins sind blau und weiß.

## Geschichte
Der SC Hauenstein wurde am 24. März 1919 im Gasthaus „Zum Schwan“ in Hauenstein gegründet. Nach der Wiedergründung des Vereins nach dem Zweiten Weltkrieg 1950 spielte er in der 2. Amateurliga Westpfalz. 1960 konnte der Aufstieg in die 1. Amateurliga Südwest errungen werden.
In den 1970er Jahren folgte der Abstieg des SC Hauenstein bis hinab in die B-Klasse. Erst ab Mitte der 1980er Jahre konnte der Verein wieder an alte Erfolge anknüpfen. Über die A-Klasse, Bezirksliga und Verbandsliga konnte man 1990 erstmals in die Oberliga Südwest aufsteigen, die man jedoch bereits nach einer Saison wieder verlassen musste. 1993 erfolgte der Wiederaufstieg in die Oberliga Südwest, in der man sich bereits nach einer Spielzeit für die neugeschaffene Regionalliga West/Südwest qualifizieren konnte. Seit dem Abstieg aus der Regionalliga West/Südwest im Jahr 1997 spielte der SC Hauenstein bis zur Saison 2016/2017 in der Oberliga Südwest, die heute Oberliga Rheinland-Pfalz/Saar heißt. Als Sieger des Südwestpokals 2016 gelang erstmals die Teilnahme am DFB-Pokal. In der ersten Runde musste der Verein sich Bayer 04 Leverkusen mit 1:2 geschlagen geben.
Nach der Saison 2016/17, die der Verein als Tabellendreizehnter beendete, zog sich der SC Hauenstein aus finanziellen Gründen aus der Oberliga zurück und trat nun in der sechstklassigen Verbandsliga Südwest an. Aus dieser Spielklasse stieg der SC 2019 als Tabellenletzter in die Landesliga ab.

## Erfolge
- Meister der Verbandsliga Südwest 1990, 1993
- Vizemeister der Oberliga Südwest 2003
- Vizemeister der Oberliga Rheinland-Pfalz/Saar 2015
- Hallenmeister des Südwestdeutschen Fußballverbandes 1987, 1993, 1994
- Meister 2. Amateurliga 1970
- Sieger des Bitburger Verbandspokals 2016

## Jugend

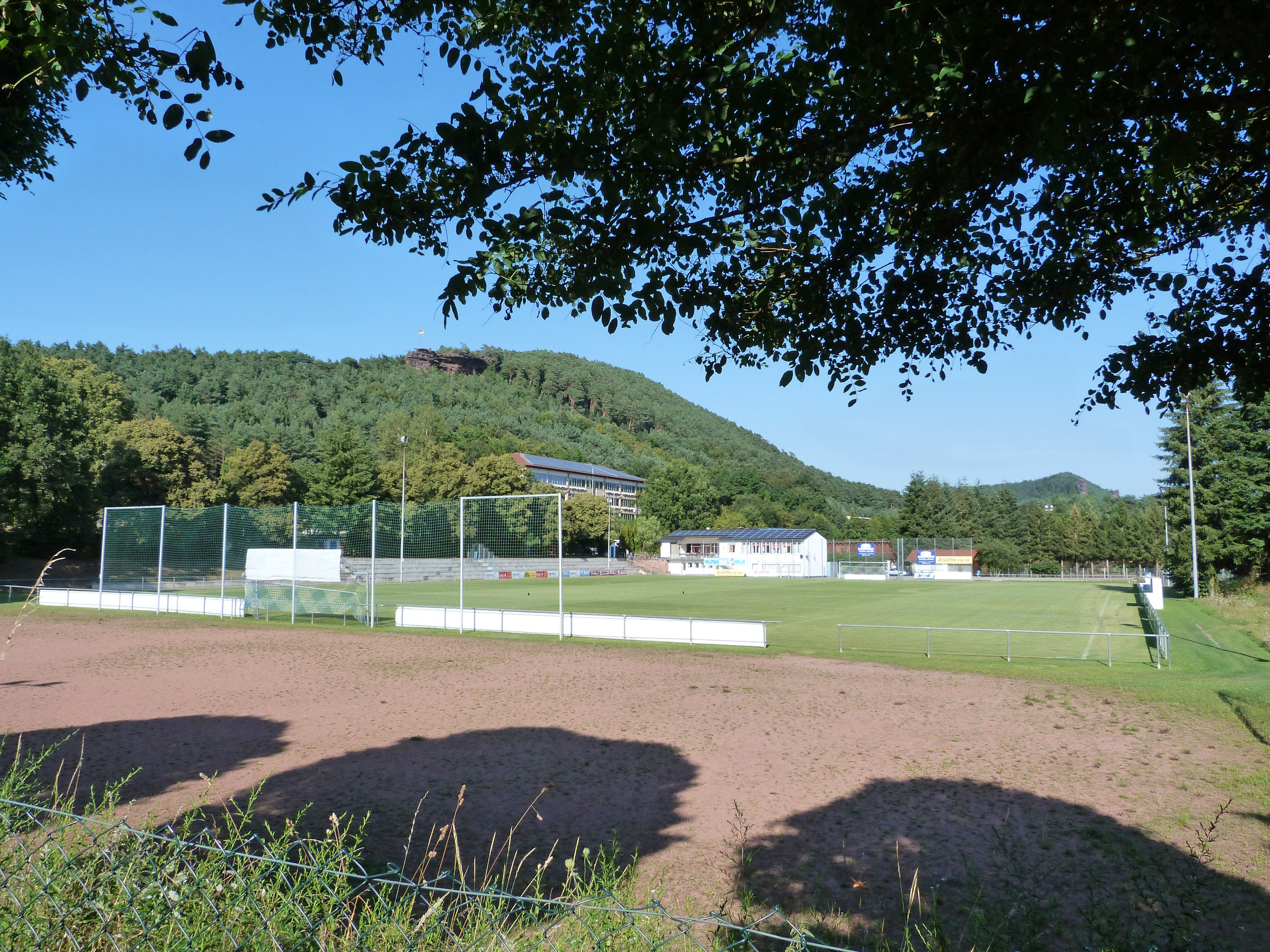
"Stadion am Neding" des SC Hauenstein

Der SC Hauenstein ist momentan in allen Jugendbereichen vertreten. Insgesamt sind in der Saison 2022/23 elf Teams in den verschiedenen Juniorenklassen am Start. 

## Spieler
- Joachim Eschenbach (1986–1990)
- Wenanty Fuhl (1994–1995)
- Freddy Heß (1995–1998) Spieler, (1998–2000) Spielertrainer,
- Manuel Hornig (2000–2005)

## Trainer
- Sascha Hildmann (2013–2015)
- Jürgen Kohler (2015–2016)